# RTorrent
rTorrent ist ein freier, in C++ programmierter BitTorrent-Client für die Kommandozeile praktisch aller POSIX-kompatiblen Betriebssysteme.
Er nutzt zur Darstellung die Programmbibliothek Ncurses und ist damit geeignet, um mit Screen oder dtach benutzt zu werden. Weiterhin kann die Software mit XML-RPC über SCGI gesteuert werden. Es existieren zahlreiche Frontends, darunter mehrere Webschnittstellen.

## libTorrent
rTorrent baut als Frontend auf der BitTorrent-Bibliothek libTorrent desselben Autors auf (nicht zu verwechseln mit der BitTorrent-Bibliothek libtorrent von Rasterbar Software).
Wichtige Features des Programms sind u. a. Protokollverschleierung, Peer Exchange (PEX), Verteilte Hashtabelle (DHT) und Superseeding.